# Per aspera ad astra
 Per aspera ad astra лат. (изговор: пер аспера ад астра) "Кроз трње до звијезда".

## Поријекло изреке
Поријекло ове изреке није познато.

## Исто другачије
Латини исти смисао одређују и ријечима: Per angusta ad augusta- Кроз уске (путеве) до узвишених мјеста.

## Тумачење
До узвишеног се стиже једино мукотрпним ходом преко трња.